# Comuna Nova Kuban, Velîka Oleksandrivka
Nova Kuban (în ucraineană Нова Кубань) este o comună în raionul Velîka Oleksandrivka, regiunea Herson, Ucraina, formată din satele Nova Kuban (reședința) și Starîțea.

## Demografie
Componența lingvistică a comunei Nova Kuban
     Ucraineană (93,78%)
     Rusă (3,73%)
     Română (2,49%)
Conform recensământului din 2001, majoritatea populației comunei Nova Kuban era vorbitoare de ucraineană (93,78%), existând în minoritate și vorbitori de rusă (3,73%) și română (2,49%).